# Ormoloma imrayanum
Ormoloma imrayanum är en ormbunkeart som först beskrevs av William Jackson Hooker, och fick sitt nu gällande namn av William Ralph Maxon. Ormoloma imrayanum ingår i släktet Ormoloma och familjen Lindsaeaceae. Inga underarter finns listade.